# Division 2 2020
La Division 2 2020 è la 1ª edizione del campionato di football americano di terzo livello, organizzato dalla SAFF.
Gli Halmstad Eagles si sono ritirati dal torneo e hanno pertanto perso tutti gli incontri 1-0 a tavolino.

## Squadre partecipanti
| Club                | Città      | Stadio | Sponsor ufficiale | Risultato nella stagione 2019 |
| ------------------- | ---------- | ------ | ----------------- | ----------------------------- |
| Borås Rhinos        | Borås      |        |                   |                               |
| Dalecarlia Rebels   | Borlänge   |        |                   |                               |
| Djurgårdens IF      | Stoccolma  |        |                   |                               |
| Göteborg Marvels    | Göteborg   |        |                   |                               |
| Halmstad Eagles     | Halmstad   |        |                   |                               |
| Jönköping Spartans  | Jönköping  |        |                   |                               |
| Lidköping Lakers    | Lidköping  |        |                   |                               |
| Norrköping Panthers | Norrköping |        |                   |                               |
| Skövde Dukes        | Skövde     |        |                   |                               |
| Vadstena Blackhawks | Motala     |        |                   |                               |
| Västerås Roedeers   | Västerås   |        |                   |                               |

## Stagione regolare

### Calendario

#### 1ª giornata
| 15 agosto 2020 | Dalecarlia Rebels | 12 – 13 | Djurgårdens IF |  |

| 15 agosto 2020 | Jönköping Spartans | 32 – 0 | Borås Rhinos |  |

| 15 agosto 2020 | Halmstad Eagles | 0 – 1 (a tavolino) | Göteborg Marvels |  |

| 15 agosto 2020 | Norrköping Panthers | 37 – 0 | Lidköping Lakers |  |

| 16 agosto 2020 | Skövde Dukes | 18 – 0 | Vadstena Blackhawks |  |

#### 2ª giornata
| 29 agosto 2020 | Djurgårdens IF | 52 – 0 | Västerås Roedeers |  |

| 29 agosto 2020 | Göteborg Marvels | 50 – 0 | Borås Rhinos |  |

| 30 agosto 2020 | Halmstad Eagles | 0 – 1 (a tavolino) | Jönköping Spartans |  |

#### 3ª giornata
| 5 settembre 2020 | Vadstena Blackhawks | 7 – 14 | Lidköping Lakers |  |

| 5 settembre 2020 | Jönköping Spartans | 1 – 0 (a tavolino) | Halmstad Eagles |  |

| 6 settembre 2020 | Borås Rhinos | 8 – 56 | Göteborg Marvels |  |

#### 4ª giornata
| 12 settembre 2020 | Göteborg Marvels | 57 – 0 | Jönköping Spartans |  |

| 12 settembre 2020 | Borås Rhinos | 1 – 0 (a tavolino) | Halmstad Eagles |  |

#### 5ª giornata
| 19 settembre 2020 | Västerås Roedeers | 0 – 26 | Dalecarlia Rebels |  |

| 19 settembre 2020 | Norrköping Panthers | 37 – 0 | Vadstena Blackhawks |  |

#### 6ª giornata
| 26 settembre 2020 | Jönköping Spartans | 0 – 48 | Göteborg Marvels |  |

| 27 settembre 2020 | Lidköping Lakers | 6 – 27 | Skövde Dukes |  |

#### 7ª giornata
| 3 ottobre 2020 | Borås Rhinos | 16 – 6 | Jönköping Spartans |  |

| 4 ottobre 2020 | Göteborg Marvels | 1 – 0 (a tavolino) | Halmstad Eagles |  |

| 4 ottobre 2020 | Halmstad Eagles | 0 – 1 (a tavolino) | Borås Rhinos |  |

| Örebro 4 ottobre 2020, ore 15:00 | Skövde Dukes | 0 – 56 referto | Norrköping Panthers | Rosta Gärde |

### Classifiche
Le classifiche della regular season sono le seguenti:
- PCT = percentuale di vittorie, G = partite giocate, V = partite vinte,  P = partite perse, PF = punti fatti, PS = punti subiti

#### Norra
| Pos. | Squadra           | PCT   | G | V | N | P | PF | PS |
| ---- | ----------------- | ----- | - | - | - | - | -- | -- |
| 1    | Djurgårdens IF    | 1.000 | 2 | 2 | 0 | 0 | 65 | 12 |
| 2    | Dalecarlia Rebels | .500  | 2 | 1 | 0 | 1 | 38 | 13 |
| 3    | Västerås Roedeers | .000  | 2 | 0 | 0 | 2 | 0  | 78 |

#### Mellersta
| Pos. | Squadra             | PCT   | G | V | N | P | PF  | PS |
| ---- | ------------------- | ----- | - | - | - | - | --- | -- |
| 1    | Norrköping Panthers | 1.000 | 3 | 3 | 0 | 0 | 130 | 0  |
| 2    | Skövde Dukes        | .667  | 3 | 2 | 0 | 1 | 45  | 62 |
| 3    | Lidköping Lakers    | .333  | 3 | 1 | 0 | 2 | 20  | 71 |
| 4    | Vadstena Blackhawks | .000  | 3 | 0 | 0 | 3 | 7   | 69 |

#### Södra
| Pos. | Squadra            | PCT   | G | V | N | P | PF  | PS  |
| ---- | ------------------ | ----- | - | - | - | - | --- | --- |
| 1    | Göteborg Marvels   | 1.000 | 6 | 6 | 0 | 0 | 213 | 8   |
| 2    | Jönköping Spartans | .500  | 6 | 3 | 0 | 3 | 40  | 121 |
| 3    | Borås Rhinos       | .500  | 6 | 3 | 0 | 3 | 26  | 144 |
| 4    | Halmstad Eagles    | .000  | 6 | 0 | 0 | 6 | 0   | 6   |

## Playoff
| 11 ottobre 2020 | Norrköping Panthers | 19 – 0 | Dalecarlia Rebels |  |

| 11 ottobre 2020 | Göteborg Marvels | 48 – 14 | Djurgårdens IF |  |

## Verdetti
- Norrköping Panthers e  Göteborg Marvels Campioni della Division 2 2020